# Љубић (брдо)
Љубић је прво од укупно два већа брда која се налазе у Чачку. Удаљено је око два километра до центра града, односно од Цркве Вазнесења Господњег. Брдо Љубић припада насељу Љубић које је приградско насеље.

## Положај и клима
Брдо Љубић се налази у Шумадији на надморској висини од 450—500 метара. Брдо Љубић са Кабларом, Овчаром, Јелицом и Вујном чини прстен око града, па је и сам град у котлини окружен брдима и планинама. Клима је умерено-континентална. Падавине су честе током марта, априла, октобра и новембра. Ветрови на овом простору дувају из више праваца. Кошава дува са севера из правца планине Рудник, хладни ветрови дувају са динарског предела што углавном доноси кишу на ове просторе.

## Занимљивости
На Љубић брду се налази Меморијални комплекс и споменик посвећен боју на Љубићу. 
Испод споменика се налази црква која је посвећена великомученику Цару Лазару, грађена је у српско-византијском стилу. Црква је завршена 2009. године.
Са Љубића се пружа поглед на околину Чачка као и на реку Западну Мораву која протиче недалеко од брда.